# 9786 Ґакутенсоку
9786 Ґакутенсоку (9786 Gakutensoku) — астероїд головного поясу, відкритий 19 січня 1995 року.
Тіссеранів параметр щодо Юпітера — 3,305.